# 秋山支隊
秋山支隊（あきやましたい）とは、日露戦争時に編成された秋山好古陸軍少将を指揮官とする日本陸軍の支隊。

## 概要
秋山少将は士官学校時代から、生え抜きの騎兵科将校として陸軍大学校にも入学、欧州各地を視察し、日本騎兵の改良を試みていた。軍馬の能力に劣る日本騎兵が戦場で生き残るには、騎兵以外の兵科との連携が欠かせないと考えた秋山少将は、騎兵部隊に歩兵、砲兵、工兵などを随伴させる、戦闘集団を編成することを考案した。これによって、秋山少将を旅団長とする、騎兵第1旅団を基幹として編成されたのが秋山支隊である。
騎兵第一旅団は第二軍の一部隊として作戦行動を行ったが、黒溝台会戦ではグリッペンベルク大将率いるロシア第二軍の矢面に立ち猛攻を凌ぎきった。ロシア軍得意の大規模な冬攻勢であったにもかかわらず、世界最強といわれたコサック騎兵10万の縦横無尽な猛攻撃を、わずか8千の兵で凌ぎ、日露戦争の勝利に大きく寄与した。このため、駐屯地であった習志野は全国に知れ渡った。
奉天会戦では第三軍先鋒として参加するなど、重要な役割を担った。
少数ながらも騎砲兵と牽架機関銃が配備され、秋山少将の戦上手とあいまって、絶大な威力を発揮することが出来た混成戦闘集団であったといえるだろう。

## 永沼挺進隊
永沼秀文中佐により挺進騎兵が満洲軍総司令部に具申されるも騎兵はロシア側に敵わないとの意識から却下されたが、奥保鞏第二軍司令官より永沼連隊は秋山支隊に配属され支隊命令で永沼挺進隊を発足する。挺進騎兵は秋山好古が『本邦騎兵用兵論』で必要性を説いた敵地深く侵入し後方撹乱する戦法であり、永沼もその教えを受けている。永沼指揮の176騎と雇用した満州馬賊2000騎の馬隊でロシア戦線後方600キロにある大鉄橋爆破に向かうが警備が厳しいため目標を変更し、新開河を爆破するも堅牢であったため橋脚完全破壊はできなかった。
しかしクロパトキンに176騎の隊を過大評価をさせミシチェンコ騎兵団含む3万の兵を後方警戒へ回させ、奉天会戦への参加を阻むことに成功した。1月9日から3月24日の2ヵ月半で日本騎兵の優秀性と存在意義を全軍に認識させた。